# Guillermo Gorostiza
Guillermo Gorostiza Paredes (* 15. Februar 1909; † 23. August 1966) war ein spanischer Fußballspieler.

## Karriere

### Verein
Gorostiza begann seine Karriere 1927 bei Arenas Club de Getxo. Nach einem kurzen Zwischenspiel in Galicien bei Racing de Ferrol unterschrieb der Baske zur Saison 1929/30 einen Vertrag bei Athletic Bilbao und prägte dort das erfolgreichste Jahrzehnt der Vereinshistorie. Gemeinsam mit seinem kongenialen Sturmpartner Bata lief Gorostiza schnell zur Höchstform auf und sicherte sich mit insgesamt 19 Toren umgehend den Titel des Torschützenkönigs. Ferner gewann er mit seiner Mannschaft die Copa del Rey sowie die erste spanische Meisterschaft der Vereinsgeschichte. Dieses sogenannte Double konnte in der Saison 1930/31 erfolgreich verteidigt werden. Während in der Liga anschließend zwei Vizemeisterschaften folgten, feierte man 1932 und 1933 zwei weitere Pokalsiege. Weitere Meistertitel folgten 1934 und 1936.
Da der Spielbetrieb während des Spanischen Bürgerkrieges eingestellt wurde, schloss sich Gorostiza 1937 der baskischen Fußballauswahl an und bestritt daraufhin mit dieser Spiele in Europa und Mexiko.
Nach Beendigung des Bürgerkrieges kehrte er nach Spanien zurück und unterschrieb einen Vertrag beim FC Valencia. Auch hier ließen die Erfolge nicht lange auf sich warten. 1941 gewann der Club erstmals in der Vereinsgeschichte den spanischen Pokal, 1942 und 1944 die ersten spanischen Meistertitel.
1946 wechselte Gorostiza für eine Saison zum Barakaldo CF, wo er sich ab Beginn der Saison 1947/48 bis November als Trainer beschäftigte. Nachdem er die Saison 1948/49 Spielertrainer bei CD Logroñés war beendete er seine Karriere.

### Nationalmannschaft
Gorostiza feierte am 14. Juni 1930, im Rahmen einer 0:2-Niederlage gegen die Tschechoslowakei, sein Debüt in der spanischen Nationalmannschaft. Bis zu seinem letzten Auftritt am 28. Dezember 1941 gegen die Schweiz bestritt er insgesamt 19 Länderspiele und nahm an der Weltmeisterschaft 1934 teil.

## Erfolge
Mit dem Verein
- Spanischer Meister (6): 1930, 1931, 1934, 1936, 1942, 1944
- Spanischer Pokalsieger (5): 1930, 1931, 1932, 1933, 1941

Persönliche Auszeichnungen
- Pichichi-Trophäe: 1930, 1932